# 隆科雄
隆科雄（法語：Longcochon，法語發音：[lɔ̃kɔʃɔ̃]）是法国汝拉省的一个市镇，属于隆斯勒索涅区。

## 地理
隆科雄（46°46'27"N, 6°4'12"E）面积3.64 平方千米，位于法国勃艮第-弗朗什-孔泰大區汝拉省，该省份为法国东部内陆省份，北起上索恩省，西北接科多尔省，西临索恩-卢瓦尔省，南至安省，东与杜省和瑞士接壤。
与隆科雄接壤的市镇（或旧市镇、城区）包括：拉拉泰特、诺兹鲁瓦、里镇、米耶日、米尼奥维拉尔。

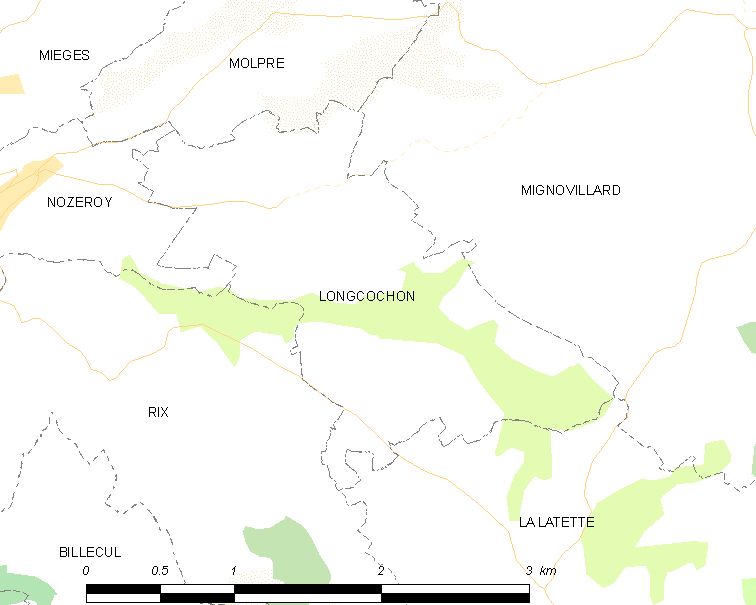
隆科雄的OSM定位图

隆科雄的时区为UTC+01:00、UTC+02:00（夏令时）。

## 行政
隆科雄的邮政编码为39250，INSEE市镇编码为39298。

## 政治
隆科雄所属的省级选区为圣洛朗昂格朗沃县。

## 人口

1962-2008年间隆科雄人口变化图示

隆科雄于2022年1月1日时的人口数量为58人。